# 美しい愛のかけら
「美しい愛のかけら」（うつくしいあいのかけら）は、1975年10月21日に発売された野口五郎の18枚目のシングルである。

## 収録曲
- 全曲作詞：山上路夫／作曲：佐藤寛／編曲：東海林修

1. 美しい愛のかけら
2. 旧い喫茶店